# Piero Dente
Piero Dente, född 1901, var en italiensk längdskidåkare som tävlade under 1920-talet. Vid olympiska vinterspelen i Chamonix deltog han i militärpatrull och ingick i det italienska laget som bröt tävlingen.